# Hrunamannahreppur
Hrunamannahreppur è un comune islandese della regione di Suðurland.